# Vincenzo Malenchini
Vincenzo Malenchini (Livorno, 8 agosto 1813 – Collesalvetti, 21 febbraio 1881) è stato un militare e politico italiano.

## Biografia
Nato nel 1813, compì i suoi studi presso il collegio ducale di Lucca e successivamente all'Università di Pisa, dove ottenne la laurea in giurisprudenza. Fin dalla giovinezza mostrò un forte impegno politico e liberalismo, distinguendosi nell'assistenza ai profughi dallo Stato pontificio e nella diffusione di volantini a favore della costituzione e della libertà dei popoli.
Si avvicinò alla Giovine Italia e strinse un'amicizia con Mazzini durante un soggiorno a Londra nel 1843. Le sue frequentazioni liberali, tra cui incontri con M. Amari e A. Vannucci a Parigi, e con E. Mayer e P. Bastogi a Livorno, attirarono l'attenzione della polizia, portando al suo arresto a Roma nell'aprile del 1844. Successivamente viaggiò per l'Europa, entrando in contatto con esponenti come V. Gioberti in Belgio. Nel 1846 e nel 1847 partecipò a incontri di élite a Livorno con personaggi come M. d'Azeglio e R. Cobden. Nel 1847 accolse favorevolmente le riforme di Leopoldo II e prese il comando di una compagnia della guardia civica. Nel marzo del 1848, allo scoppio della guerra d'indipendenza, si arruolò come volontario e si distinse nella battaglia di Curtatone nel maggio seguente. Poco dopo fu eletto deputato di Livorno al Parlamento toscano.
In seguito si unì come soldato semplice all'esercito piemontese, distinguendosi nella battaglia di Novara. Restò fedele ai principi liberali anche dopo la restaurazione lorenese, rifiutando la croce di cavaliere conferitagli da Leopoldo II. Nei successivi anni si allontanò gradualmente dall'ala più radicale del movimento patriottico, ma mantenne contatti almeno fino al moto mazziniano del 1857. Fu un esponente di spicco della Società nazionale italiana e partecipò attivamente alla rivoluzione del 27 aprile 1859, che pose fine alla dinastia lorenese in Toscana.
Entrò a far parte del governo provvisorio toscano e successivamente si arruolò come volontario nell'esercito piemontese durante la guerra del 1859. Nel 1860 contribuì alla raccolta di fondi per sostenere l'impresa dei Mille e organizzò una seconda spedizione di volontari guidata da G. Medici.
Combatté con coraggio sotto il comando di Bixio e si distinse nella presa di Milazzo. Nel 1861 fu eletto deputato nel collegio di Livorno II e iniziò la sua carriera parlamentare. Votò a favore dell'annessione al Piemonte e, successivamente, partecipò alla guerra del 1866 per la liberazione del Veneto. Nel 1870 assistette alla presa di Roma e ricevette diverse onorificenze per il suo valore militare. Nel 1876 fu nominato senatore. Mantenne una certa distanza dai legami di partito mostrando insofferenza per la politica stretta e votando talvolta contro il governo. Nel corso degli anni fu vicino ad A. Mordini e G. Lanza, nonché critico nei confronti della deputazione toscana di parte moderata. Malenchini si ritirò progressivamente dagli impegni pubblici non partecipando attivamente ai lavori del Senato a causa dell'età avanzata. Morì nella sua villa di Collesalvetti nel 1881.